# Lophothericles soudanicus
Lophothericles soudanicus är en insektsart som beskrevs av Marius Descamps 1977. Lophothericles soudanicus ingår i släktet Lophothericles och familjen Thericleidae. Inga underarter finns listade i Catalogue of Life.